# Martine Albert
Martine Albert (* 17. September 1973 in Rimouski) ist eine ehemalige kanadische Biathletin.
Martine Albert betreibt Biathlon seit 1993. Sie ist eine der wenigen kanadischen Biathleten die in die erweiterte Weltspitze vordringen konnte. Ihr Debüt in Biathlon-Weltcup feierte sie 1994 in Hinton als 33. im Einzel. 1995 startete sie in Antholz erstmals bei Biathlon-Weltmeisterschaften. Bis 2005 nahm sie an sieben Weltmeisterschaften teil, ihre beste Platzierung wurde ein 23. Platz in der Verfolgung von Pokljuka. Die einzigen Olympischen Winterspiele, an denen Albert teilnahm, waren die Spiele 2006 in Turin. Ihre ersten Weltcuppunkte erlief sie 1997 als 19. im Einzel von Nagano. Ihr bestes Ergebnis erreichte die gute Schützin ein Jahr später als 13. wiederum in einem Einzel in Pokljuka.

## Biathlon-Weltcup-Platzierungen
Die Tabelle zeigt alle Platzierungen (je nach Austragungsjahr einschließlich Olympische Spiele und Weltmeisterschaften).
- 1.–3. Platz: Anzahl der Podiumsplatzierungen
- Top 10: Anzahl der Platzierungen unter den ersten zehn (einschließlich Podium)
- Punkteränge: Anzahl der Platzierungen innerhalb der Punkteränge (einschließlich Podium und Top 10)
- Starts: Anzahl gelaufener Rennen in der jeweiligen Disziplin

| Platzierung | Einzel | Sprint | Verfolgung | Massenstart | Team | Staffel | Gesamt |
| ----------- | ------ | ------ | ---------- | ----------- | ---- | ------- | ------ |
| 1. Platz    |        |        |            |             |      |         |        |
| 2. Platz    |        |        |            |             |      |         |        |
| 3. Platz    |        |        |            |             |      |         |        |
| Top 10      |        |        |            |             |      | 3       | 3      |
| Punkteränge | 5      | 2      | 1          |             | 2    | 15      | 25     |
| Starts      | 29     | 52     | 8          |             | 2    | 16      | 107    |